# 暖營站
暖營站（羅馬化：Tyoply Stan）是莫斯科地鐵卡盧加－里加線的一個車站，開通於1987年11月6日，曾經是卡盧加－里加線的端點車站。暖營站日均乘客流量數是73,400人。